# شب‌شکن
شب‌شکن فیلمی به کارگردانی و نویسندگی خسرو ملکان ساخته سال ۱۳۶۳ است.

## خلاصه فیلم
مرتضی معتاد است و خانواده‌اش او را طرد کرده‌اند. کریم که مرتضی را معتاد کرده‌است برای تماس با یوسف، که قاچاقچی سابقه‌دار است او را به چاه‌بهار می‌فرستد. اما…

## بازیگران
- بهروز به‌نژاد
- چنگیز وثوقی
- ثریا حکمت
- پوراندخت مهیمن
- هوشنگ منصورخاکی
- نعمت‌الله گرجی
- حمیده خیرآبادی